# 五百川車站
五百川車站（日语：／ Gohyakugawa eki */?）是一由東日本旅客鐵道（JR東日本）所經營的鐵路車站，位於日本福島縣本宮市荒井字新介，是一個東北本線沿線的無人車站。車站的名稱，源自於流經站址不遠處的五百川。

## 車站結構
側式月台2面2線的地面車站。

### 月台配置
| 月台 | 路線      | 方向 | 目的地           |
| ---- | --------- | ---- | ---------------- |
| 1    | ■東北本線 | 下行 | 往福島、仙台方向 |
| 3    | ■東北本線 | 上行 | 往郡山方向       |

## 相鄰車站
東日本旅客鐵道
■東北本線
日和田－五百川－本宮

## 外部連結
- （日語）五百川車站（JR東日本）（页面存档备份，存于）